# Обєзеже (Великопольське воєводство)
Обєзеже (пол. Objezierze, нім. Oberau) — село в Польщі, у гміні Оборники Оборницького повіту Великопольського воєводства.
Населення — 841 особа (2011).
У 1975-1998 роках село належало до Познанського воєводства.

## Демографія
Демографічна структура станом на 31 березня 2011 року:
|          | Загалом | Допрацездатний вік | Працездатний вік | Постпрацездатний вік |
| -------- | ------- | ------------------ | ---------------- | -------------------- |
| Чоловіки | 430     | 86                 | 321              | 23                   |
| Жінки    | 411     | 79                 | 257              | 75                   |
| Разом    | 841     | 165                | 578              | 98                   |

## Відомі люди
Народилися
- Антоній Малецький (1821—1913) — польський історик літератури, історик-медієвіст, мовознавець, класичний філолог, геральдист, драматург, ректор Львівського університету (1872—1873), професор Ягеллонського, Львівського та Інсбруцького університетів, депутат Галицького крайового сейму.